# Chen Yibing
Chen Yibing  (kinesiska: 陈一冰; pinyin: Chén Yībīng), född den 19 december 1984 i Tianjin, Kina, är en kinesisk gymnast.
Han tog OS-guld i herrarnas lagmångkamp och OS-guld i ringar i samband med de olympiska gymnastiktävlingarna 2008 i Peking.
Vid de olympiska gymnastiktävlingarna 2012 i London tog han OS-guld i herrarnas lagmångkamp och OS-silver i ringar.